# Lobophytum
Genre
Synonymes
- Amocella Gray, 1869[1]

Lobophytum est un genre de cnidaires anthozoaires de la famille des Alcyoniidae. Ce sont des « coraux mous ».

## Systématique
Le genre Lobophytum a été créé en 1886 par le zoologiste autrichien Emil von Marenzeller (d) (1845-1918),

## Liste d'espèces
Selon World Register of Marine Species (12 août 2014) :
- Lobophytum altum Tixier-Durivault, 1956
- Lobophytum anomolum Li, 1984
- Lobophytum batarum Moser, 1919
- Lobophytum borbonicum von Marenzeller, 1886
- Lobophytum caputospiculatum Li, 1984
- Lobophytum catalai Tixier-Durivault, 1957
- Lobophytum compactum Tixier-Durivault, 1956
- Lobophytum crassodigitum Li, 1984
- Lobophytum crassospiculatum (Moser, 1919)
- Lobophytum crassum von Marenzeller, 1886
- Lobophytum crebliplicatum von Marenzeller, 1886
- Lobophytum cristagalli von Marenzeller, 1886
- Lobophytum cristatum Tixier-Durivault, 1970
- Lobophytum cryptocormum Verseveldt & Tursch, 1979
- Lobophytum delectum Tixier-Durivault, 1966
- Lobophytum densum Tixier-Durivault, 1970
- Lobophytum denticulatum Tixier-Durivault, 1956
- Lobophytum depressum Tixier-Durivault, 1966
- Lobophytum durum Tixier-Durivault, 1956
- Lobophytum gazellae Moser, 1919
- Lobophytum hapalolobatum Verseveldt, 1983
- Lobophytum hirsutum Tixier-Durivault, 1956
- Lobophytum ignotum Tixier-Durivault, 1956
- Lobophytum irregulare Tixier-Durivault, 1970
- Lobophytum jaeckeli Tixier-Durivault, 1956
- Lobophytum jasparsi van Ofwegen, 1999
- Lobophytum laevigatum Tixier-Durivault, 1956
- Lobophytum lamarcki Tixier-Durivault, 1956
- Lobophytum latilobatum Verseveldt, 1971
- Lobophytum legitimum Tixier-Durivault, 1970
- Lobophytum lighti Moser, 1919
- Lobophytum longispiculatum Li, 1984
- Lobophytum meandriforme Tixier-Durivault, 1956
- Lobophytum michaelae Tixier-Durivault, 1956
- Lobophytum microlobulatum Tixier-Durivault, 1970
- Lobophytum microspiculatum Tixier-Durivault, 1956
- Lobophytum mirabile Tixier-Durivault, 1956
- Lobophytum mortoni Benayahu & van Ofwegen, 2009
- Lobophytum oligoverrucum Li, 1984
- Lobophytum patulum Tixier-Durivault, 1956
- Lobophytum pauciflorum (Ehrenberg, 1834)
- Lobophytum planum Tixier-Durivault, 1970
- Lobophytum proprium (Tixier-Durivault, 1970)
- Lobophytum prostratum Verseveldt & Benayahu, 1983
- Lobophytum pusillum Tixier-Durivault, 1970
- Lobophytum pygmapedium Li, 1984
- Lobophytum ransoni Tixier-Durivault, 1957
- Lobophytum rigidum Benayahu, 1995
- Lobophytum rotundum Tixier-Durivault, 1957
- Lobophytum salvati Tixier-Durivault, 1970
- Lobophytum sarcophytoides Moser, 1919
- Lobophytum schoedei Moser, 1919
- Lobophytum solidum Tixier-Durivault, 1970
- Lobophytum spicodigitum Li, 1984
- Lobophytum strictum Tixier-Durivault, 1957
- Lobophytum tecticum Alderslade & Shirwaiker, 1991
- Lobophytum variatum Tixier-Durivault, 1957
- Lobophytum varium Tixier-Durivault, 1970
- Lobophytum venustum Tixier-durivault, 1957
- Lobophytum verrucosum Li, 1984
- Lobophytum verum Tixier-Durivault, 1970

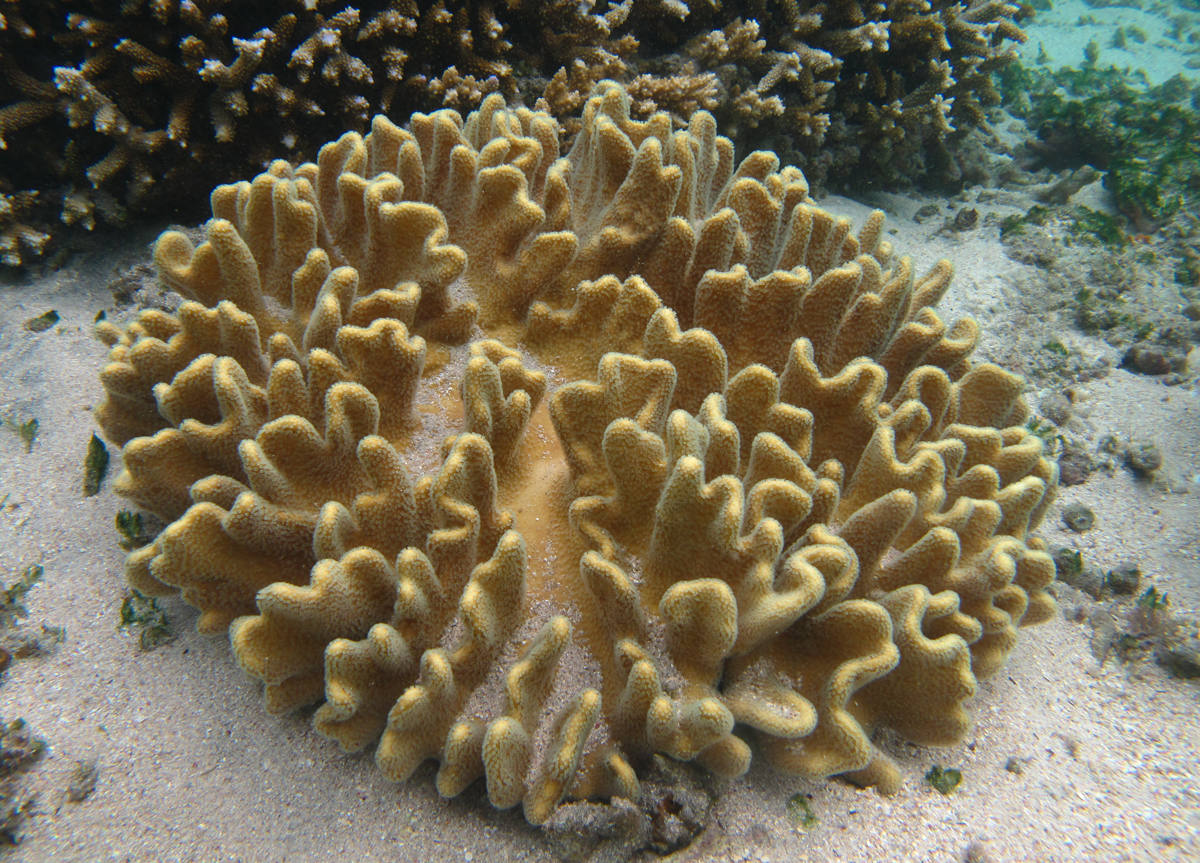
Lobophytum crassum.
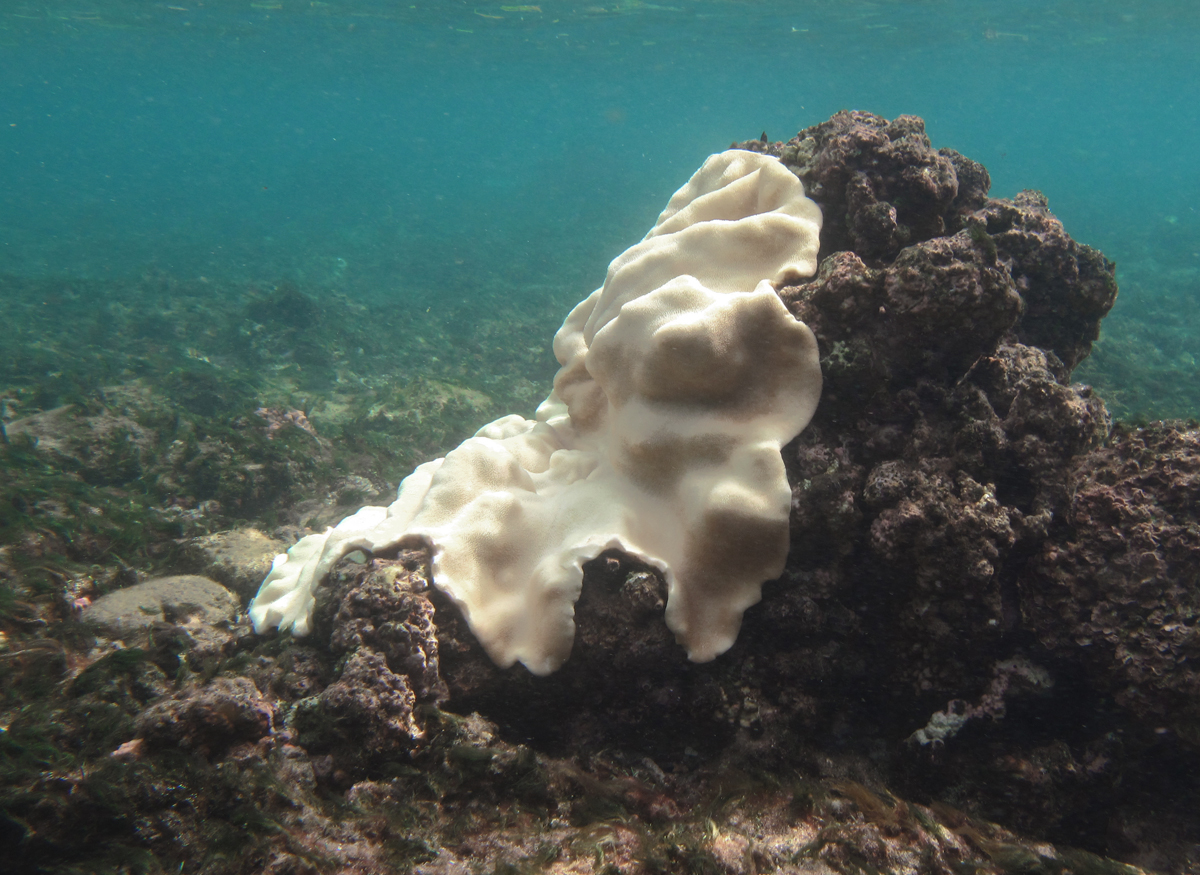
Lobophytum cf. depressum.
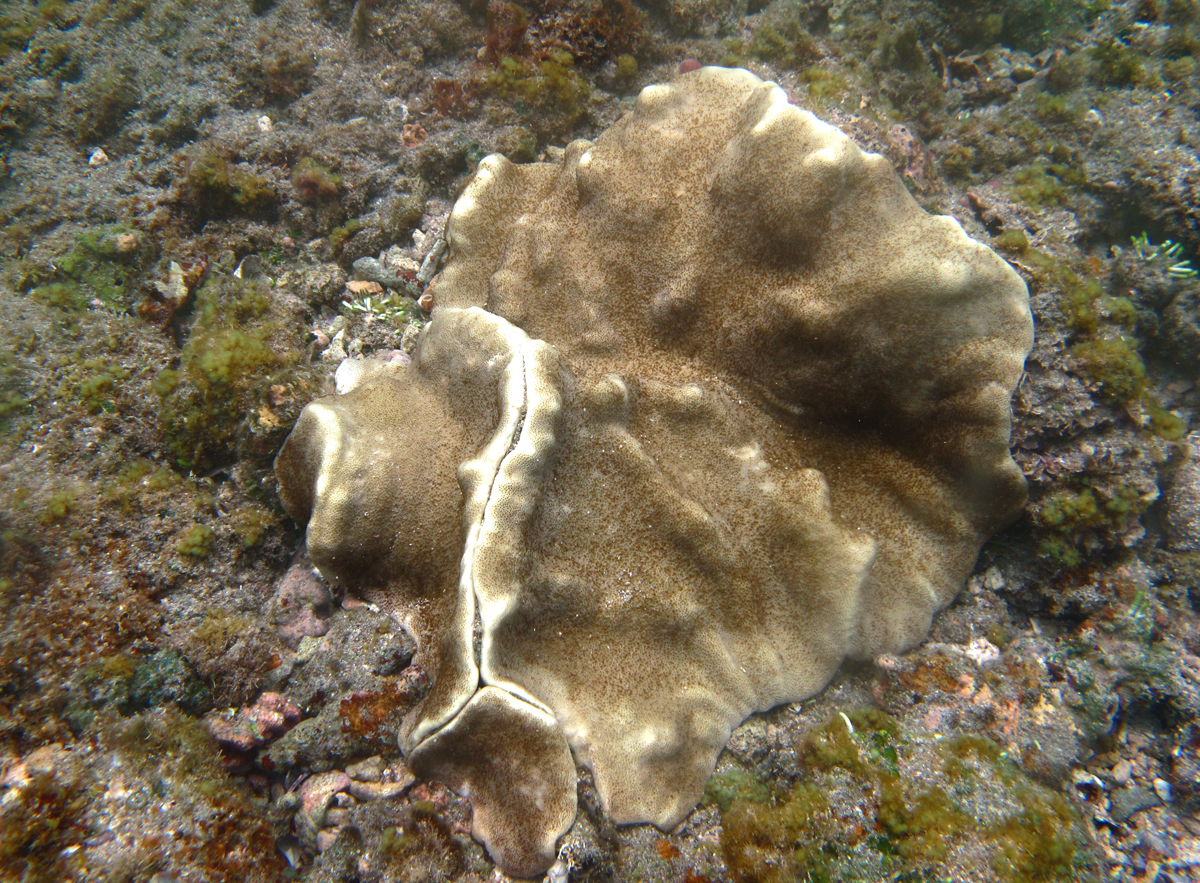
Lobophytum cf. latilobatum.
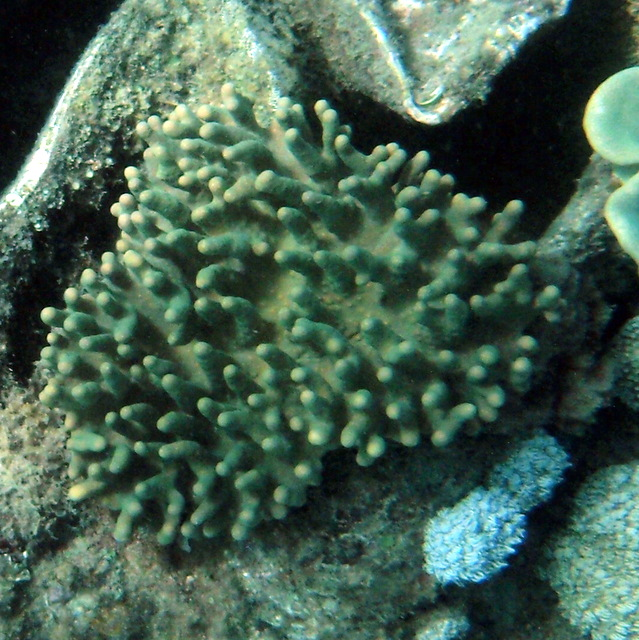
Lobophytum pauciflorum.
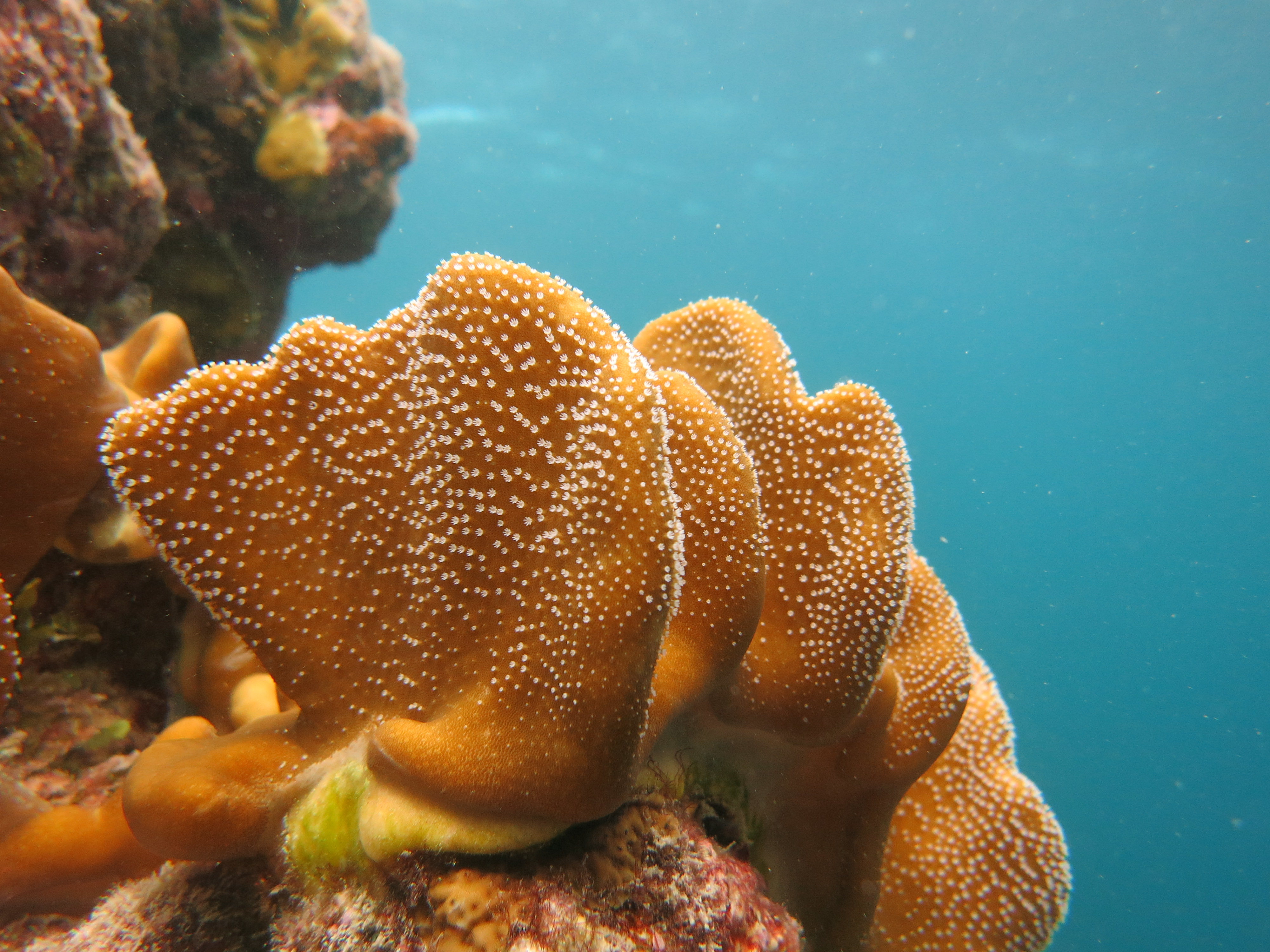
Lobophytum sp.
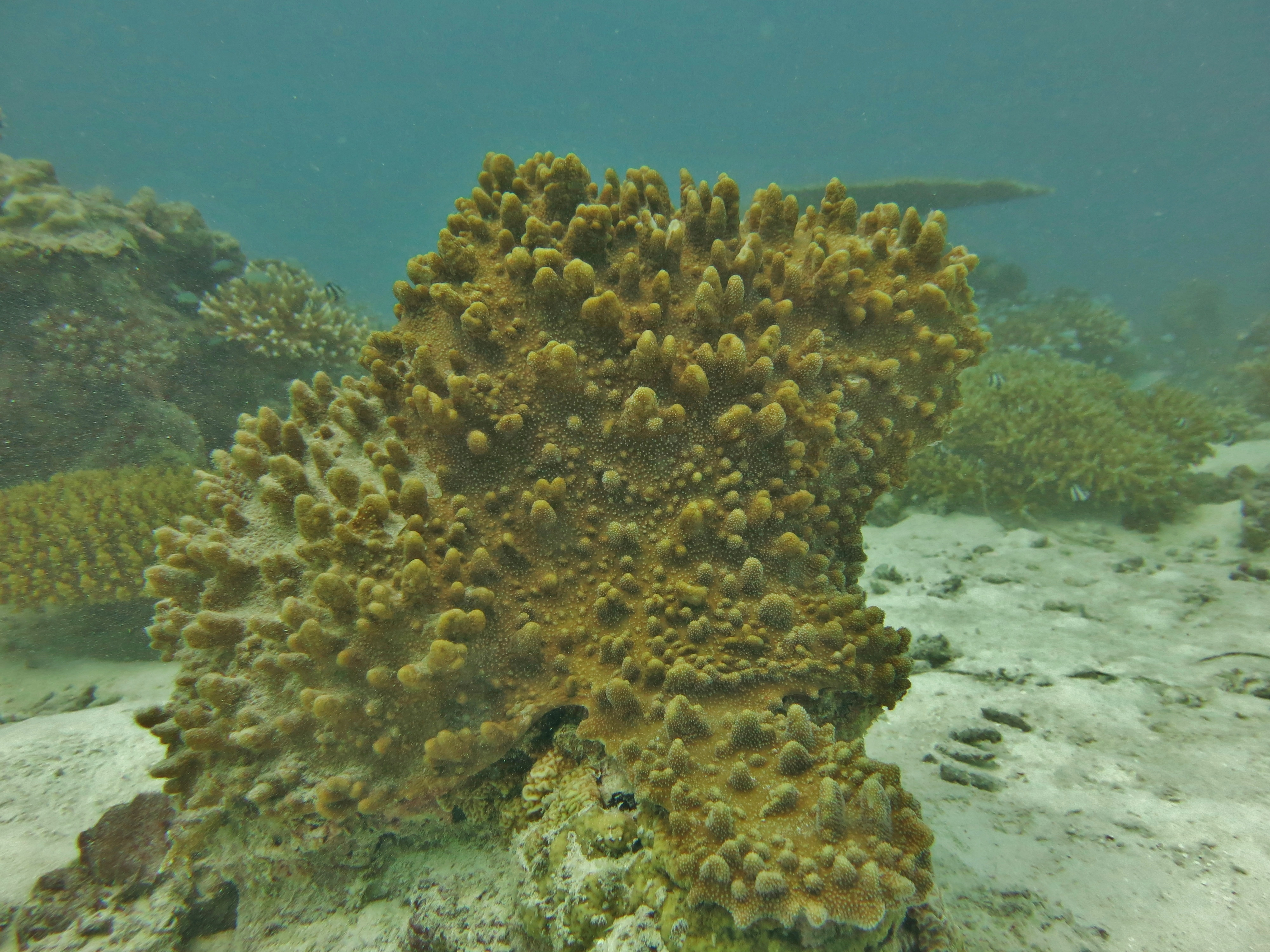
Lobophytum sp.

## Publication originale
- (de) Emil v. Marenzeller, « Ueber die Sarcophytum bennanten Alcyoniiden », Zoologische Jahrbücher, Allemagne, vol. 1,‎ 1886, p. 341-368 (ISSN 0323-7036, lire en ligne).